# Colfax (Louisiana)
Colfax település az Amerikai Egyesült Államok Louisiana államában, Grant megyében, melynek megyeszékhelye is. Lakosainak száma 1428 fő (2020. április 1.).

## Népesség
A település népességének változása:
| Lakosok száma | 1558 | 1464 | 1428 |
|               | 2010 | 2019 | 2020 |